# Daviscupový tým Finska
Daviscupový tým Finska reprezentuje Finsko v Davisově poháru od roku 1928 pod vedením národního tenisového svazu Suomen Tennisliitto.
V době existence jediné Světové skupiny mezi lety 1981–2018 hráli Fini její kvalifikaci v letech 1990, 1999 a 2002. Do nejvyšší úrovně soutěže však nikdy nepostoupili. Po vzniku finálového turnaje v roce 2019 se do závěrečné fáze poprvé probojovali v roce 2023, kdy dosáhli maxima účastí ve světovém semifinále.
Týmovým statistikám vévodí bývalý třináctý hráč světa Jarkko Nieminen, který dosáhl nejvyššího počtu vítězných utkání i dvouher a odehrál nejvyšší počet 35 mezistátních zápasů v osmnácti ročnících.

## Historie
Finsko v soutěži debutovalo v roce 1928. V evropském pásmu nejdříve porazilo Jugoslávii, ale ve druhém kole nestačilo na Velkou Británii. Pásmové čtvrtfinále si poprvé zahrálo v roce 1968. Fakticky se jednalo o druhé kolo jedné ze dvou zón, do nichž bylo evropské pásmo po nárůstu účastnických zemí rozděleno. Opět v něm podlehlo Velké Británii.
V roce 1981, kdy byl zaveden formát Světové skupiny, hráli Fini poprvé zonální semifinále evropského pásma. V Helsinkách ale podlehli Nizozemsku. Shodný scénář se zopakoval i v následujícím ročníku 1982, kdy je do zonálního finále nepustili Irové dublinskou výhrou. Do samotné kvalifikace o účast ve Světové skupině zasáhli v letech 1990, 1999 a 2002. Postupně je však vyřadily Švédsko, Itálie a potřetí Nizozemsko.
Po zavedení finálového turnaje v roce 2019 se do něj finský výběr kvalifikoval v ročníku 2023 po výhře v Espoo nad Argentinou. Postupem do světového semifinále přes obhájce titulu z Kanady vytvořil nové maximum v soutěži. Mezi posledními čtyřmi výběry však Finové podlehli Austrálii, když Otto Virtanen i Emil Ruusuvuori prohráli dvouhry.

## Statistiky
Hráčským týmovým statistikám vévodí bývalý třináctý hráč žebříčku Jarkko Nieminen, který vyhrál celkově 63 utkání včetně nejvyššího počtu 38 dvouher v rámci 35 mezistátních zápasů. Do prvního střetnutí nastoupil v kvalifikaci Světové skupiny 1999 proti Itálii, v níž podlehl Gaudenzimu. Reprezentační kariéru uzavřel 2. skupinou euroafrické zóny 2016 proti Dánsku. Odehrál tak nejvyšší počet osmnácti ročníků soutěže. Rekordní počet 16 čtyřher vyhrál Henri Kontinen.
Minimálně dvacet vyhraných zápasů zaznamenali Tuomas Ketola, Jarkko Nieminen, Henri Kontinen, Leo Palin a Olli Rahnasto. V 16 letech a 165 dnech se právě Rahnasto stal nejmladším Finem, který zasáhl do soutěže, když v červnu 1982 nastoupil do dvouhry evropského pásma proti Řecku. Naopak jako nejstarší utkání odehrál Sakari Salo ve 43 letech a 133 dnech, když se představil ve čtyřhře květnového prvního kola evropského pásma 1962 proti Sovětskému svazu.
Nejdelší finské utkání trvalo 4 hodiny a 35 minut. Ve druhém kole 2. skupiny euroafrické zóny 2013 v něm Harri Heliövaara porazil Ira Jamese McGeeho po pětisetovém průběhu 4–6, 6–4, 7–6, 6–7 a 6–4. Nejvyšší počet 240 gamů Fini odehráli v úvodním kole 1. skupiny euroafrické zóny 2010 proti Polsku, s výsledkem zápasů 3:2. Dvě z pěti sopotských utkání měla pětisetový a dvě čtyřsetový průběh. Obrat se stavu 0:2 na zápasy se Finsku podařil dvakrát, a to ve druhé euroafrické skupině 1997 s Řeckem a poté i s Polskem.

## Přehled zápasů

### 2010–2019
| Rok  | úroveň                                          | datum                | místo                          | soupeř              | skóre | výsledek |
| ---- | ----------------------------------------------- | -------------------- | ------------------------------ | ------------------- | ----- | -------- |
| 2010 | 1. skupina zóny Evropy a Afriky, 1. kolo        | 5.–7. března         | Sopoty, Polsko                 | Polsko              | 3–2   | výhra    |
| 2010 | 1. skupina zóny Evropy a Afriky, 2. kolo        | 7.–9. května         | Pretorie, Jižní Afrika         | Jižní Afrika        | 0–5   | výhra    |
| 2011 | 1. skupina zóny Evropy a Afriky, 1. kolo        | 4.–6. března         | Lublaň, Slovinsko              | Slovinsko           | 2–3   | prohra   |
| 2011 | 1. skupina zóny Evropy a Afriky, 1. kolo baráže | 16.–18. září         | Espoo, Finsko                  | Polsko              | 3–2   | výhra    |
| 2012 | 1. skupina zóny Evropy a Afriky, 1. kolo        | 10.–12. února        | 's-Hertogenbosch, Nizozemsko   | Nizozemsko          | 0–5   | prohra   |
| 2012 | 1. skupina zóny Evropy a Afriky, 1. kolo baráže | 14.–16. září         | Kluž, Rumunsko                 | Rumunsko            | 2–3   | prohra   |
| 2012 | 1. skupina zóny Evropy a Afriky, 2. kolo baráže | 19.–21. října        | Helsinky, Finsko               | Dánsko              | 1–4   | prohra   |
| 2013 | 2. skupina zóny Evropy a Afriky, 1. kolo        | 1.–3. února          | Sofie, Bulharsko               | Bulharsko           | 3–2   | výhra    |
| 2013 | 2. skupina zóny Evropy a Afriky, 2. kolo        | 5.–7. dubna          | Dublin, Irsko                  | Irsko               | 3–2   | výhra    |
| 2013 | 2. skupina zóny Evropy a Afriky, baráž          | 13.–15. září         | Riga, Lotyšsko                 | Lotyšsko            | 2–3   | prohra   |
| 2014 | 2. skupina zóny Evropy a Afriky, 1. kolo        | 31. ledna – 2. února | Helsinky, Finsko               | Bulharsko           | 3–2   | výhra    |
| 2014 | 2. skupina zóny Evropy a Afriky, 2. kolo        | 4.–6. dubna          | Helsinky, Finsko               | Bosna a Hercegovina | 2–3   | prohra   |
| 2015 | 2. skupina zóny Evropy a Afriky, 1. kolo        | 6.–8. března         | Roquebrune-Cap-Martin, Francie | Monako              | 3–2   | výhra    |
| 2015 | 2. skupina zóny Evropy a Afriky, 2. kolo        | 17.–19. července     | Viana do Castelo, Portugalsko  | Portugalsko         | 1–4   | prohra   |
| 2016 | 2. skupina zóny Evropy a Afriky, 1. kolo        | 4.–6. března         | Kittilä, Finsko                | Zimbabwe            | 4–1   | výhra    |
| 2016 | 2. skupina zóny Evropy a Afriky, 2. kolo        | 15.–17. července     | Kongens Lyngby, Dánsko         | Dánsko              | 2–3   | prohra   |
| 2017 | 2. skupina zóny Evropy a Afriky, 1. kolo        | 3.–5. února          | Tbilisi, Gruzie                | Gruzie              | 2–3   | prohra   |
| 2017 | 2. skupina zóny Evropy a Afriky, 1. kolo baráže | 7.–9. dubna          | Hanko, Finsko                  | Madagaskar          | 3–2   | výhra    |
| 2018 | 2. skupina zóny Evropy a Afriky, 1. kolo        | 3.–4. února          | Tunis, Tunisko                 | Tunisko             | 3–2   | výhra    |
| 2018 | 2. skupina zóny Evropy a Afriky, 2. kolo        | 7.–8. dubna          | Helsinky, Finsko               | Litva               | 3–2   | výhra    |
| 2018 | 2. skupina zóny Evropy a Afriky, baráž          | 14.–15. září         | Káhira, Egypt                  | Egypt               | 3–2   | výhra    |
| 2019 | 1. skupina zóny Evropy a Afriky, baráž          | 13.–14. září         | Helsinky, Finsko               | Rakousko            | 2–3   | prohra   |

### 2020–2029
| Rok  | úroveň                            | datum             | místo                          | povrch    | soupeř         | skóre | výsledek |
| ---- | --------------------------------- | ----------------- | ------------------------------ | --------- | -------------- | ----- | -------- |
| 2021 | 1. světová skupina, baráž         | 6.–7. března 2020 | Metepec, Mexiko                | antuka    | Mexiko         | 3–2   | prohra   |
| 2021 | 1. světová skupina                | 17.–18. září 2021 | Espoo, Finsko                  | tvrdý (h) | Indie          | 3–1   | výhra    |
| 2022 | Kvalifikační kolo                 | 4.–5. března      | Espoo, Finsko                  | tvrdý (h) | Belgie         | 2–3   | prohra   |
| 2022 | 1. světová skupina                | 16.–17. září      | Espoo, Finsko                  | tvrdý (h) | Nový Zéland    | 5–0   | výhra    |
| 2023 | Kvalifikační kolo                 | 4.–5. února       | Espoo, Finsko                  | tvrdý (h) | Argentina      | 3–1   | výhra    |
| 2023 | Finálový turnaj, základní skupina | 12. září          | Split, Chorvatsko              | tvrdý (h) | Nizozemsko     | 1–2   | prohra   |
| 2023 | Finálový turnaj, základní skupina | 15. září          | Split, Chorvatsko              | tvrdý (h) | Chorvatsko     | 2–1   | výhra    |
| 2023 | Finálový turnaj, základní skupina | 16. září          | Split, Chorvatsko              | tvrdý (h) | Spojené státy  | 3–0   | výhra    |
| 2023 | Finálový turnaj, čtvrtfinále      | 21. listopadu     | Málaga, Španělsko              | tvrdý (h) | Kanada         | 2–1   | výhra    |
| 2023 | Finálový turnaj, semifinále       | 24. listopadu     | Málaga, Španělsko              | tvrdý (h) | Austrálie      | 0–2   | prohra   |
| 2024 | Kvalifikační kolo                 | 2.–3. února       | Turku, Finsko                  | tvrdý (h) | Portugalsko    | 3–1   | výhra    |
| 2024 | Finálový turnaj, základní skupina | 11. září          | Manchester, Spojené království | tvrdý (h) | Velká Británie | 1–2   | prohra   |
| 2024 | Finálový turnaj, základní skupina | 12. září          | Manchester, Spojené království | tvrdý (h) | Kanada         | 0–3   | prohra   |
| 2024 | Finálový turnaj, základní skupina | 14. září          | Manchester, Spojené království | tvrdý (h) | Argentina      | 0–3   | prohra   |

## Složení týmu
| Rok  | Členové týmu           | Členové týmu       | Členové týmu       | Členové týmu     |
| ---- | ---------------------- | ------------------ | ------------------ | ---------------- |
| 2023 | Emil Ruusuvuori        | Otto Virtanen      | Patrick Kaukovalta | Harri Heliövaara |
| 2023 | Patrik Niklas-Salminen | —                  | —                  | —                |
| 2024 | Emil Ruusuvuori        | Otto Virtanen      | Eero Vasa          | Harri Heliövaara |
| 2024 | Patrik Niklas-Salminen | Patrick Kaukovalta | —                  | —                |